# Пам'ятник Іванові Франку (Сосулівка)
Пам'ятник Іванові Франку в Сосулівці — погруддя українського поета Івана Франка в селі Сосулівка Чортківського району на Тернопільщині.

## Опис
Пам'ятник встановлено 12 червня 2016 року. Погруддя виготовив Богдан Дерій.
Розташований біля сільської школи.

## Історія
Історія появи сосулівського Каменяра є доволі цікавою. Погруддя виготовив ще 25 років тому місцевий скульптор-самоучка, сільський художник Богдан Дерій. Чому саме Вічному революціонеру він присвятив свою роботу — нікому не відомо, адже невдовзі у віці 55 років чоловік раптово помер.
Після смерті чоловіка, дружина неодноразово клопотала перед сільською радою. Вся велика родина Деріїв — три сини покійного Василь, Степан і Петро разом зі своїми дружинами та дітьми — трудилися над пам'ятником. Справу батька продовжили його діти.
12 червня 2018 року встановили пам'ятник.